# Sjarhej Russezki
Sjarhej Russezki (englische Transkription Sergej Ruseckij; * 8. März 1989 in Minsk, Sowjetunion) ist ein belarussischer Fußballspieler.
Seit der Saison 2008/2009 stand Russezki beim tschechischen Verein Baník Most unter Vertrag. Er wurde dort als Mittelfeldspieler bzw. Mittelstürmer eingesetzt. 
Außerdem ist er Nationalspieler der belarussischen U-21-Nationalmannschaft gewesen. Sein Debüt gab er am 25. März 2011 bei der 0:2-Niederlage im Freundschaftsspiel gegen die tschechische U21-Auswahl, als er in der 69. Minute eingewechselt worden ist. Zum 1. August 2012 ist Russezki in die zweite schwedische Liga zum IK Brage aus Borlänge gewechselt. Seit 2014 spielt er in Minsk bei Swjasda-BHU Minsk in der belarussischen 1. Division.